# Stanley Price Weir
El General de Brigada Stanley Price Weir, DSO, VD, JP (23 d'abril de 1866 – 14 de novembre de 1944) era funcionari de l'estat australià i oficial de l'Exèrcit australià. Durant la Primera Guerra Mundial, tenia a les seves ordres el 10è Batalló de la Força Imperial australiana (AIF) durant el desembarcament a la badia d'Anzac i la subsegüent Campanya de Gal·lípoli, i durant les batalles de Pozières i granja_de_Mouquet a França.
Weir va tornar a Austràlia a petició pròpia als finals de l'any 1916, als 50 anys, i el 1917 se li va atorgar la categoria de Servei Distingit (Distinguished Service Order) i va ser esmentat en despatxos per la seva actuació a Pozières i la_granja_de_Mouquet. Va esdevenir el primer Comissari de Servei Públic d'Austràlia Meridional. Se li va concedir una promoció honoraria a General de Brigada en la seva jubilació de les Forces Militars australianes l'any 1921. Weir es va retirar del servei públic l'any 1931. Durant la seva jubilació va contribuir a diverses organitzacions benèfiques, i morí l'any 1944.

## Joventut
Weir va néixer a Norwood, Austràlia del Sud, el 23 d'abril de 1866, era fill d'Alfred Weir i Susannah Mary (nom de soltera Price). El seu pare era d'ofici fuster, que havia emigrat a Austràlia des d'Aberdeen, Escòcia, l'any 1839, dos anys després de la constitució de la colònia. Weir es va casar amb Rosa Wadham a la Capella cristiana de Norwood. El 10 de setembre de 1914. Va ser promocionat a jutge de pau.

## Inicis de la carrera militar
Weir es va allistar a la South Australian Volunteer Military Force a temps parcial el març de 1885, i el 1890 va ser ascendit a sergent, tinent en el 3r batalló Adelaide Rifles, el 19 de març de 1890, i va ser promogut a capità el 25 de maig de 1893. Quan va esclatar la Segona Guerra Bòer es va presentar com voluntari al servei del South Australian Bushmen's Corps, però es preferien els agents que muntaven a cavall i ell no va ser seleccionat.
L'1 de juliol de 1903, l'Adelaide Rifles esdevenia el 10è Regiment d'Infanteria de les forces militars de la Commonwealth, i Weir va obtenir una promoció a Major l'1 de gener de 1904, va obtenint la medalla pel Long Service and Good Conduct (bon servei de llarga durada) l'any 1905. El 22 de juny de 1908 Weir va ser promogut a Tinent coronel i va obtenir el comandament del 10è Regiment d'Infanteria. Aviat va ser seleccionat pel comandament de la 19a Brigada d'Infanteria, i el 9 de setembre de 1913 va ser ascendit a coronel.

## Primera Guerra Mundial
El 12 d'agost de 1914, Weir va rebre un telegrama del coronel Ewen Sinclair-Maclagan oferint-li el comandament del 10è batalló, que va acceptar, i el 17 d'agost va ser fixat com a coronel de lloctinent en la Força Imperial australiana (AIF), el primer d'Austràlia Meridional en aconseguir-ho. Va mantenir la seva posició de coronel a temps parcial a títol honorari.

### Gal·lípoli
Weir va entrenar el seu batalló a Morphettville Racecourse, i es varen embarcar al transport Ascanius el 20 d'octubre de 1914 mentre el primer comboi de tropes australianes partien en servei. A l'arribada a Fremantle, sis companyies del 11è batalló va ser embarcat i Weir va ser l'oficial en comandament al viatge. Les tropes varen iniciar el desembarcament a Alexandria el 6 de desembre de 1914 amb destinació al Caire, acampant a Mena. Seguint la decisió dels aliats per desembarcar tropes a la península de Gal·lípoli, la 3a Brigada va ser seleccionada com la força de cobertura pel desembarcament a la badía d'Anzac. El 10è batalló anà a l'illa grega de Lemnos al nord de la mar Egea l'1 de març de 1915, i després d'un període de formació a Lemnos, el batalló va ser uns dels dos primers dos a desembarcar el matí del 25 d'abril de 1915.
A l'arribada, quan les barques que les primeres tropes del batalló eren a uns 37 metres de terra, Weir va observar que tot era en silenci, però aviat les tropes otomanes van començar a disparar. Weir va instar tots els seus homes i aquells del 9è batalló a ascendir els penya-segats que dominaven la platja. Des del desembarcament un intens foc, durant cinc dies va posar fora de combat el batalló de Weir amb molts morts i ferits. Weir va ser l'únic comandant de la 3a Brigada que pogué anar endavant des del primer cim, que es va conèixer com "El cim de Weir".
Weir va continuar comanant el seu batalló durant les primeres etapes de la campanya fins que el 25 d'agost, quan va ser ascendit a General de Brigada i col·locat al capdavant de la 3a Brigada. L'11 de setembre, es va emmalaltir i va ser evacuat a Malta, i ingressat a l'hospital, i evacuat al Regne Unit. A gener del 1916 va ser ascendit a comandant del campament de reforç australià a Weymouth, Dorset.

### Front occidental
Quan Weir va embarcar per anar a Egipte la seva salut no estava completament recuperada, però es va reincorporar al seu batalló el 4 de març de 1916, combatent en la campanya fins a la retirada al desembre de 1915, quan foren destinats a Egipte. A mitjans de 1916, la major part de les forces australianes va ser transferida al Front Occidental, i Weir va dirigir el 10è batalló el[ juliol i agost 1916 a les batalles de Pozières i granja_de_Mouquet. A Pozières, el batalló va tenir 350 baixes en quatre dies. Aleshores Weir ja tenia 50 anys i amb símptomes desgotament, el 7 de setembre de 1916 va demanar ser donat de baixa, i la seva petició va ser concedida. Va retornar a Austràlia el 23 de setembre de 1916, i va ser donat de baixa el 14 de desembre. En la història oficial australiana de la guerra, es va apuntar que malgrat la seva edat, Weir "va portar el seu batalló a la primera línia del front en la seva primera batalla, i va romandre més temps en el front que gairebé qualsevol dels oficials sèniors que havien sortit a l'origen amb les forces".

## Correu-guerra servei militar
Després d'acabar les seves responsabilitats amb AIF, Weir va seguir el seu servei a les Forces de l'Exèrcit del Ciutadà (CMF). L'any 1917, va ser guardonat amb l'Ordre del Servei Distingit i altres guardons i reconeixements per la seva actuació a les batalles de Pozières i granja_de_Mouquet. Weir es va retirar del CMF distingit com un brigadier general el març de 1921, la seva darrera responsabilitat al comandament de la 20a Brigada d'Infanteria. El 31 de març de 1921, Weir va ser guardonat com Coronel Honorari del 10è Batalló, una posició va mantenir durant molts anys.

## Posteriorment

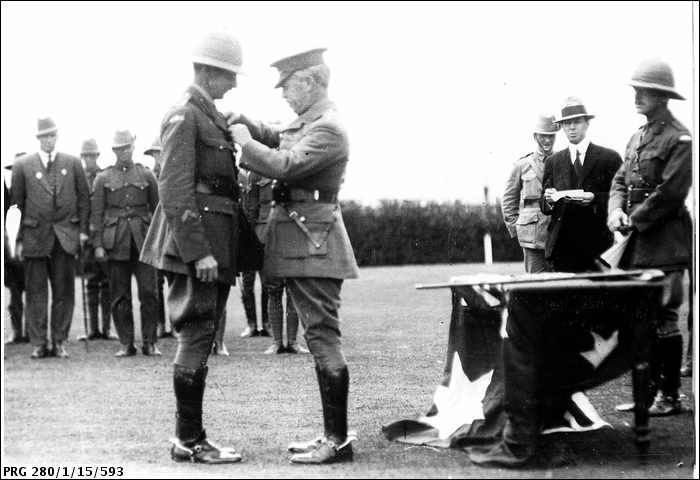
Weir (a l'esquerra) rebent l'Ordre de Servei Distingit que li entrega el Governador d'Austràlia del Sud, el Tinent-Coronel de Coronel Henry Lionel Galway a la caserna de Keswick, el 15 de gener de 1919

Weir va tenir dos avantatges significatius en el seu retorn a la vida civil. En primer lloc, ser repatriat abans que la majoria de militars i, en segon lloc, les preferències que el govern d'Austràlia Meridional donava als militars retirats per trobar un treball. Un any i mig anteriorment a la seva jubilació Weir era el president de l'oficina Central de Salut i la d'Ajuda Pública, a la darrera de les dues funcions va excel·lir en el seu rendiment.
El 8 de juny de 1923, després que molts anys amb una precària salut, l'esposa de Weir, Rosa, va morir. Weir va tenir una jubilació activa, contribuint a diversos religiós, benèfic i organitzacions de benestar i activitats; es va casar amb Lydia Maria Schrapel l'any 1926. Les seves activitats van incloure el Norwood i Maylands Churches of Christ, Benevolent and Stranger's Friend Society, el Our Boys Institute (OBI), el Masonic Lodge, la Cheer Up Society, i la YMCA.
Weir Va rebre els premis i distincions següents:
- Long Service and Good Conduct Medal a 1905[3]
- Volunteer Officers' Decoration l'11 d'abril de 1908[3]
- Distinguished Service Order l'1 de gener de 1917[2]
- Order of St. Anne, 2nd Class, with Swords (Russian Empire) el 15 de febrer de 1917[2]
- King George V Silver Jubilee Medal[3]

## Ascensos
Les seves dates de promoció com oficial varen ser:
- Tinent el 19 de març de 1890
- Capità el 25 de maig de 1893
- Major l'1 de gener de 1904
- Tinent-Coronel el 22 de juny de 1908
- Coronel el 9 de setembre de 1913
- Tinent-Coronel (AIF) el 17 d'agost de 1914
- Brigadier General (honorari) el 17 de març de 1921